# The New Romantic
The New Romantic là một phim hài lãng mạn của Canada năm 2018, phim được biên kịch và đạo diễn bởi Carly Stone.
Phim có sự tham gia của nữ diễn viên Jessica Barden trong vai Blake Conway, một nhà báo trẻ đã nhận được nhiều sự chú ý của dư luận khi viết những bài viết kể lại trải nghiệm với vai trò là một sugar baby. Ngoài ra phim còn có sự tham gia của nhiều diễn viên như Hayley Law, Brett Dier, Avan Jogia, Timm Sharp và Camila Mendes.
Bộ phim được công chiếu toàn cầu tại South by Southwest  từ ngày 11 tháng 3 năm 2018. Phim cũng được công chiếu hạn chế tại các rạp ở Canada từ ngày 19 tháng 10 năm 2018 bởi Elevation Pictures.

## Diễn viên
- Jessica Barden trong vai Blake Conway
- Hayley Law trong vai Nikki Morrison
- Brett Dier trong vai Jacob
- Camila Mendes trong vai Morgan Cruise
- Timm Sharp trong vai Ian Brooks
- Avan Jogia trong vai River Dewan
- Greg Hovanessian trong vai College Bro
- Vinnie Bennett trong vai Banker Andrew
- Darren Eisnor trong vai Conrad

## Sản xuất
Phim được quay tại Sudbury, Ontario vào mùa thu năm 2017.